# Polycentropus azulus
Polycentropus azulus is een schietmot uit de familie Polycentropodidae. De soort komt voor in het Neotropisch gebied.